# دختری با چکمه‌های زرین
دختری با چکمه‌های زرین (انگلیسی: Girl in Gold Boots) یک فیلم درام و جنایی به کارگردانی تد وی. میکلس است که در سال ۱۹۶۸ منتشر شد. از بازیگران آن می‌توان به جیمز ویکتور اشاره کرد.